# CHANGE!!!!
《CHANGE!!!!》，是765PRO ALLSTARS的一首樂曲，同名单曲作為《THE IDOLM@STER ANIM@TION MASTER》系列第四張單曲於2011年11月9日由日本古倫美亞發行。

## 概要
單曲的表題曲《CHANGE!!!!》被用作電視動畫《偶像大師》的第2首主題曲，與第1首主題曲《READY!!》的调、速度、樂曲構成都幾乎相同。
單曲初回限定盤的DVD中，收錄了一段長谷川明子、淺倉杏美、原由實、沼倉愛美4人的談話節目，以及本曲的PS3遊戲《偶像大師2》開頭片段、無字版動畫開頭片段。
2012年2月1日發售的專輯《THE IDOLM@STER ANIM@TION MASTER 07》中，收錄了由《CHANGE!!!!》與《READY!!》組合而成的樂曲《READY!! & CHANGE!!!! SPECIAL EDITION》。
2013年夏季舉辦的巡迴演出「THE IDOLM@STER 8th ANNIVERSARY HOP!STEP!!FESTIV@L!!!」福岡、幕張會場限定發售的专辑《THE IDOLM@STER ANIM@TION MASTER CHANGE!!!! 》中，收錄了本樂曲的765PRO ALLSTARS每一位成員的獨唱版本。

## 排行榜成績
單曲獲得2011年11月8日Oricon單曲銷量榜日榜第6名後，又以1週2.3萬張的銷量紀錄獲得同年11月21日的Oricon單曲銷量榜週榜初登場第6名。此外，本單曲還獲得同年11月19日的《COUNT DOWN TV》排行榜第8名。

## 單曲收錄曲目
1. CHANGE!!!!（M@STER VERSION） [5:01]
演唱：765PRO ALLSTARS[成员 1]
作詞：yura，作曲：NBGI（內田哲也），編曲：橋本由香利、NBGI（内田哲也）
2. We just started [4:18]
演唱：星井美希（長谷川明子）、四條貴音（原由實）、秋月律子（若林直美）
作詞：mft，作曲：小野貴光（日语：小野貴光），編曲：竹中文一
3. [4:18]
演唱：如月千早（今井麻美），三浦梓（高橋智秋），我那霸響（沼倉愛美）
作詞：白戶佑輔（日语：白戸佑輔），作曲：白戶佑輔，編曲：草野義弘（日语：草野よしひろ）
4. CHANGE!!（M@STER VERSION）（Instrumental（日语：オフヴォーカル）） 
作詞：yura，作曲：NBGI（內田哲也），編曲：橋本由香利、NBGI（內田哲也）

## 收錄專輯
| 曲名                         | 專輯                                                                        | 發售日期       | 備註                   |
| ---------------------------- | --------------------------------------------------------------------------- | -------------- | ---------------------- |
| CHANGE!!!!（TV SIZE）        | 《THE IDOLM@STER ANIM@TION MASTER 06》                                      | 2011年12月28日 | TV Size                |
| CHANGE!!!!（M@STER VERSION） | 《THE IDOLM@STER ANIM@TION MASTER CHANGE!!!! 》                             | 2013年9月15日  | 天海春香獨唱版本       |
| CHANGE!!!!（M@STER VERSION） | 《THE IDOLM@STER ANIM@TION MASTER CHANGE!!!! 》                             | 2013年9月15日  | 星井美希獨唱版本       |
| CHANGE!!!!（M@STER VERSION） | 《THE IDOLM@STER ANIM@TION MASTER CHANGE!!!! 》                             | 2013年9月15日  | 如月千早獨唱版本       |
| CHANGE!!!!（M@STER VERSION） | 《THE IDOLM@STER ANIM@TION MASTER CHANGE!!!! 》                             | 2013年9月15日  | 高槻彌生獨唱版本       |
| CHANGE!!!!（M@STER VERSION） | 《THE IDOLM@STER ANIM@TION MASTER CHANGE!!!! 》                             | 2013年9月15日  | 萩原雪步獨唱版本       |
| CHANGE!!!!（M@STER VERSION） | 《THE IDOLM@STER ANIM@TION MASTER CHANGE!!!! 》                             | 2013年9月15日  | 菊地真獨唱版本         |
| CHANGE!!!!（M@STER VERSION） | 《THE IDOLM@STER ANIM@TION MASTER CHANGE!!!! 》                             | 2013年9月15日  | 雙海亞美／真美獨唱版本 |
| CHANGE!!!!（M@STER VERSION） | 《THE IDOLM@STER ANIM@TION MASTER CHANGE!!!! 》                             | 2013年9月15日  | 水瀨伊織獨唱版本       |
| CHANGE!!!!（M@STER VERSION） | 《THE IDOLM@STER ANIM@TION MASTER CHANGE!!!! 》                             | 2013年9月15日  | 三浦梓獨唱版本         |
| CHANGE!!!!（M@STER VERSION） | 《THE IDOLM@STER ANIM@TION MASTER CHANGE!!!! 》                             | 2013年9月15日  | 秋月律子獨唱版本       |
| CHANGE!!!!（M@STER VERSION） | 《THE IDOLM@STER ANIM@TION MASTER CHANGE!!!! 》                             | 2013年9月15日  | 四條貴音獨唱版本       |
| CHANGE!!!!（M@STER VERSION） | 《THE IDOLM@STER ANIM@TION MASTER CHANGE!!!! 》                             | 2013年9月15日  | 我那霸響獨唱版本       |
| CHANGE!!!!（M@STER VERSION） | 《THE IDOLM@STER 765PRO ALLSTARS+ GRE@TEST BEST! -THE IDOLM@STER HISTORY-》 | 2013年9月18日  |                        |
| CHANGE!!!!（BGM VERSION）    | 《偶像大師 劇場版 原聲音樂》                                                | 2014年2月5日   | BGM改編曲              |

### 组合成员
1. ↑  天海春香（中村繪里子）、星井美希（長谷川明子）、如月千早（今井麻美）、高槻彌生（仁後真耶子）、萩原雪步（淺倉杏美）、菊地真（平田宏美）、雙海亞美／真美（下田麻美）、水瀨伊織（釘宮理惠）、三浦梓（高橋智秋）、四條貴音（原由實）、我那霸響（沼倉愛美）、秋月律子（若林直美）

## 外部連結
- 日本古倫美亞的本單曲簡介（页面存档备份，存于）